# Märt Tammearu
Märt Tammearu (ur. 17 marca 2001 w Rabavere) – estoński siatkarz, grający na pozycji przyjmującego.
Jego starszy o rok brat Siim, również jest siatkarzem.

## Sukcesy klubowe
Schenker League - Liga bałtycka:
- 2019
- 2018

Liga estońska:
- 2021[8]
- 2019
- 2018

Puchar Estonii:
- 2019[9]

Liga belgijska:
- 2022[10], 2023[11]

Superpuchar Belgii:
- 2022[12]

Puchar Belgii:
- 2023[13]

Puchar CEV:
- 2023[14]

Superpuchar Francji:
- 2023[15]

## Sukcesy reprezentacyjne
Liga Europejska:
- 2021[16]

## Wyróżnienia
- 2024: Najlepszy siatkarz Estonii w 2024 roku[17]